# ヨハネス・クライドラー
ヨハネス・クライドラー（Johannes Kreidler、1980年 - ）は、ドイツの現代音楽の作曲家。2012年にクラーニヒシュタイン音楽賞を作曲部門で受賞。2013年には「ニュー・コンセプチュアリズム」(独：Neuen Konzeptualismus)を提唱している。

## 概要
ヨハネス・クライドラーはドイツのエスリンゲンに生まれた。2000年から2006年までフライブルク音楽大学でマティアス・シュパーリンガーに作曲を学び、その後はロストック、デトモルト、ハノーファー、ハンブルクの音楽院で教鞭をとってきた。2019年にはバーゼル音楽院作曲科の教授に就任した。
クライドラーは、2008年以降、政治的な音楽とパフォーマンス・アートで注目を集めるようになった。例えば、33秒間の楽曲に70200曲の著作物を引用し、その利用申請のため、70200部の紙の書類をドイツ音楽著作権協会に提出するといったコンセプトの作品などである。
2009年の作品、「チャート・ミュージック」（英：Charts Music）では、世界的な金融危機の株価チャートをマイクロソフトの自動作曲ソフトウェア「Songsmith」を用いて音楽化した。
同年発表された作品、「外国人労働者」（独：Fremdarbeit）では、クライドラーはベルリンの現代音楽祭「Klangwerkstatt Berlin」からの委嘱作品を、中国人作曲家とインド人のコンピューター・プログラマーに「アウトソーシング（外注）」し、彼の作風を模倣した作品を依頼料の数分の一で作曲させるというコンセプトで制作し、物議を醸した。

## 日本での受容
日本では、クライドラーの作品は2018年に、作曲家の　山根明季子によっていくつか紹介され、日本初演（そのうち「チャート・ミュージック」は山根明季子の編曲による）されている。
サクソフォン、チューバ、打楽器、ピアノ、エレクトロニクスのための「スタイル1k」（2018）は、山根明季子の委嘱によって世界初演された。

## コンセプチュアル・ミュージック
2010年代初頭から、ヨハネス・クライドラーは自分の作曲手法を「コンセプチュアル・ミュージック」（独：Konzeptmusik）と呼ぶようになった。これは1960年代と1970年代の、マルセル・デュシャンをはじめとする西洋美術におけるコンセプチュアル・アートと、ジョン・ケージをはじめとする西洋音楽におけるコンセプチュアル・ミュージックの潮流を汲んだものである。このようなパラダイムは、彼の師であるマティアス・シュパーリンガーの作品と理論、そして哲学者ハリー・レーマンの「Gehalt-aesthetic Turn」
という概念に影響を受けている。著作による普及活動もある。
彼の講演やエッセイでは、コリー・アーケンジェル、ペーター・アブリンガー、ジョン・ケージらの作品もこの用語で説明されている。クライドラーによる2015年の作品「マイナス・ボレロ」は、「コンセプチュアル・ミュージック」として、彼曰く「歴史的なコンセプチュアル・ミュージックの一つ」であるモーリス・ラヴェルの「ボレロ」を扱っている。ラヴェル自身はこの作品について、「私はたった一つ傑作を書いた。ボレロだ。でも残念ながら、その作品には音楽がない」と語ったが、クライドラーは「マイナスボレロ」において、ラヴェルの「ボレロ」内のメロディーに該当する部分を全て取り除き、伴奏部分だけを残し、それを作曲行為とした。つまり、原曲のボレロに「音楽がない」のであれば、クライドラーの「マイナス・ボレロ」にあるのは「マイナス」だけである。
クライドラーのコンセプチュアル・ミュージックの理論の妥当性と意義は、学術的な論争の対象となっている。マックス・アーウィンは、ニュー・コンセプチュアリズムを、クライドラー、シュテファン・プリンス、ジェニファー・ウォルシュなど、少なくともこれらの作曲家にとっての一貫した美的志向として特定しており、アーウィン曰く、ニュー・コンセプチュアリズムは、21世紀の現代音楽における最初の一貫した「楽派」である。一方、マーティン・イドンは、その潮流が、2014年に「メインストリーム化した」と認めながらも、コンセプトミュージックを「矛盾した用語」と呼び、「コンセプチュアル・アートへの（ノスタルジックな）回帰への欲求を表している」と述べている。

## 作品リスト

### 器楽作品
- RAM Microsystems für Joysticks (2005年)
- Klavierstück 5 für Klavier und Vierkanal-Zuspielung (2005年)
- Windowed 1 für Schlagzeug und Zuspielung (2006年)
- Fünf Programmierungen eines MIDI-Keyboards (2006年)
- Dekonfabulation für Sprecherin, Akkordeon, Schlagzeug und Zuspielung (2007年/2008年)
- Cache Surrealism für Akkordeon, Baritonsaxofon, Cello und Zuspielung (2008年)
- In hyper intervals für vier Instrumente und Zuspielung (2008年)
- Kantate. No future now für großes Ensemble und Sampler (2008年)
- Fremdarbeit für vier Instrumente und Moderator (2009年)
- Living in a Box für großes Ensemble und Sampler (2010年)
- Stil 1 für variable Besetzung und Zuspielung (2010年)
- Studie für Klavier, Audio- und Videozuspielung (2011年)
- Die sich sammelnde Erfahrung“ (Benn): der Ton für sechs Instrumente, Audio- und Videozuspielung (2012年)
- Der Weg der Verzweiflung“ (Hegel) ist der chromatische für neun Instrumente, Audio- und Videozuspielung (2012年), uraufgeführt bei den Donaueschinger Musiktagen
- Shutter Piece für acht Instrumente, Audio- und Videozuspielung (2013年), uraufgeführt bei den　Wittener Tage für neue Kammermusik
- Irmat Studies für Sensortisch (2013年)
- Minusbolero für großes Orchester (2009年–2014年)
- Steady Shot für Klavier, Fotokamera, Audio- und Videozuspielung (2015年)
- TT1 für großes Orchester und Elektronik (2014年/2015年)
- Two Pieces for Clarinet and Video (2016年)
- Instrumentalisms für Instrument und Video (2016年)
- Typogravitism für E-Gitarre, Audio- und Videozuspielung (2016年)
- The Wires für Cello, Audio- und Videozuspielung (2016年)
- Lippenstift für Chor, Audio- und Videozuspielung (2016年)
- Piece for Harp and Video (2018年)

### ビデオ作品
- Charts Music (2009年)
- Compression Sound Art (2009年)
- Kinect Studies (2011年/2013年)
- Split Screen Studies (2012年)
- Scanner Studies (2012年)
- 22 Music Pieces for Video (2014年)
- Film 1 (2017年)
- Film 2 (2017年)
- Film 3 (2018年)

### 音楽劇作品
- Feeds. Hören TV (2009年/2010年), Musiktheater im Revier Gelsenkirchen
- Audioguide (2014年), Darmstädter Ferienkurse für Neue Musik / Ultima Festival Oslo
- Audioguide III (2015年), KunstFestSpiele Herrenhausen
- Industrialisierung der Romantik (2016年), Operncafé Halle
- Mein Staat als Freund und Geliebte (2018年), Oper Halle
- Selbstauslöser (2018年), Volksbühne Berlin/BAM! Festival

### 動作を伴う作品
- product placements (2008年)
- Call Wolfgang (2008年)
- Earjobs (2011年)

### 図形楽譜作品
- Sheet Music (2013年)
- Album (2015年)

### ラジオ作品
- Listomania, Hessischer Rundfunk (2016年)

## 受賞歴
- Hans-Stieber-Preis (2000年) der Hallischen Musiktage
- Erster Preis beim Deutschen Hochschulwettbewerb im Fach Komposition (2004年)
- Graduiertenstipendium des Landes Baden-Württemberg (2006年–2008年)
- Internationale Ensemble Modern Akademie (2008年/2009年)
- Gewinner des Wettbewerbs für zeitgenössisches Musiktheater operare (2009年)
- Gewinner des Fonds Experimentelles Musiktheater des NRW KULTURsekretariats (2009年/2010年)
- ドイツ音楽作家賞新進気鋭賞、賞金1万ユーロ (2010年)[18]
- Stipendienpreis der Darmstädter Ferienkurse (2010年)
- Stipendium der Akademie der Künste Berlin (2011年)
- クラーニヒシュタイン音楽賞 (2012年)
- Stipendium der Kunststiftung Baden-Württemberg (2013年)